# Battaglia di Miyajima
La battaglia di Miyajima (厳島合戦?, Itsukushima Kassen) del 1555 fu combattuta nell'isola sacra di Miyajima; l'intera isola è considerata un santuario Shinto e nessuna nascita o morte è permessa nella sua terra. Un'intensa purificazione venne fatta sull'isola dopo la battaglia per pulire il santuario che era stato intriso dal sangue della battaglia.
La battaglia fu il punto di svolta per il controllo del Chūgoku durante il periodo Sengoku. Mōri Motonari riuscì a prendere il controllo dell'intera regione cessando definitivamente il potere del clan Ōuchi.

## Antefatti
Nel 1551 Sue Harukata rovesciò Ōuchi Yoshitaka e divenne di fatto il capo del clan Ōuchi attraverso una burattino, Ōuchi Yoshinaga. Nel 1554 Mōri Motonari insorse contro Harukata e sconfisse una forza Sue nella battaglia di Oshikibata a giugno. Nell'ottobre del 1555 Sue fu attirato a Miyajima (lett. "Isola dei Santuari", nota anche come Itsukushima) da uno stratagemma da parte di Motonari: aveva ordinato la costruzione di un forte sull'isola (chiamato Miyao), quindi si lamentò pubblicamente che difficilmente avrebbe potuto proteggerlo a lungo.

## La battaglia
Harukata abboccò e comandò una flotta di navi mercantili preparando le sue truppe ad attraversare il canale. Nelle prime ore del 15 ottobre attaccò il castello di Miyao con un assalto frontale.. Nel frattempo Motonari approfittò della sua assenza per impadronirsi del castello di Sakurao, il castello di Harukata sulla terraferma di fronte a quello di Miyao, aiutato dalle forze di Murakami Takeyoshi, un abile comandante navale.
Con un punto di imbarco assicurato Motonari proseguì con il suo piano. Aveva arruolato pirati locali che accettarono di trasportare le sue truppe a Miyao. La flotta che trasportava le forze Mōri attraversò lo stretto durante un violento temporale. Il loro approccio fu così nascosto così Motonari, assieme a due dei suoi figli Kikkawa Motoharu e Mōri Takamoto, sbarcarono sul lato est dell'isola, nelle retrovie delle forze di Harukata.
Nel frattempo il terzo figlio di Motonari, Kobayakawa Takakage, navigò verso il castello di Miyao per far abboccare i soldati Ōuchi, quindi si ritirò in modo da poter essere in grado di tornare il giorno seguente, lanciando il suo attacco sincronizzato con l'assalto terrestre. All'alba Takakage e le sue 1 500 truppe sbarcarono sulla spiaggia davanti alla piccola fortezza, e il suono di trombe di proiettili segnalò che tutte le unità erano in posizione, dando inizio all'attacco. Le forze Ōuchi attaccarono Takakage alla spiaggia e Motonari e le sue truppe colpirono le posizioni di Harukata da dietro. Colti completamente di sorpresa, molte delle truppe Ōuchi si sparpagliarono nello scompiglio. Anche la guarnigione del forte uscì dal castello e circondò le forze di Harukata. Ci vollero due giorni di scontri furenti e alla fine centinaia di persone tentarono di nuotare verso la terraferma annegando. Molti altri videro che la sconfitta era inevitabile e commisero seppuku.
Il 18 ottobre 1555 la resistenza era terminata al costo di circa 4 700 morti tra l'esercito Ōuchi. Harukata fuggì dai confini del castello di Miyao, ma quando vide che non era possibile fuggire dall'isola, si suicidò.

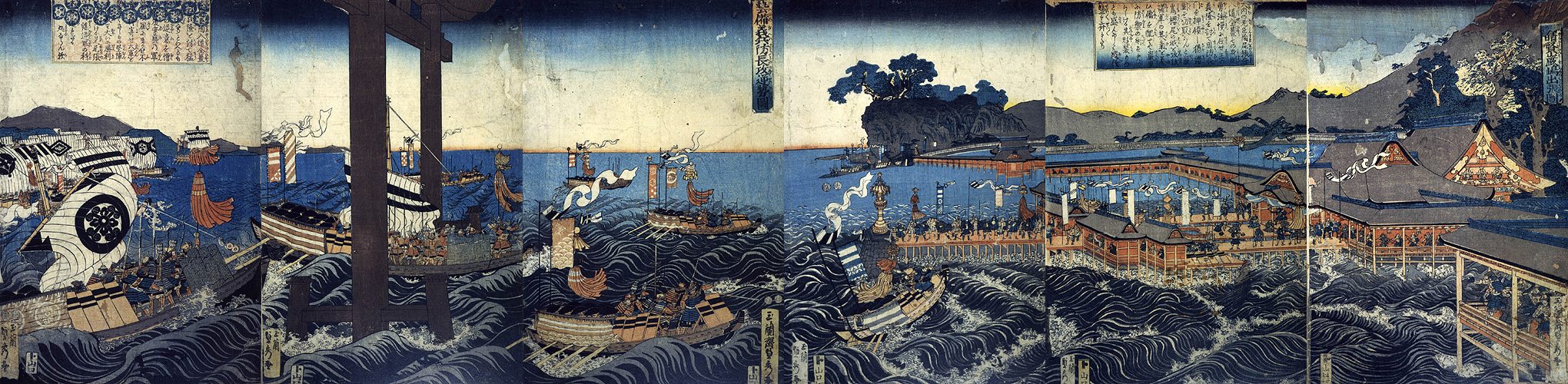
Pergamena raffigurante l'invasione delle forze Mōri (ca.1855)

## Conseguenze
Immediatamente dopo la battaglia Motonari ordinò che i corpi dei caduti fossero portati in terraferma, e poi ordinò che l'intero campo di battaglia fosse ripulito dal sangue versato, al punto che gli edifici furono lavati e il terreno inzuppato di sangue fu rimosso dall'isola . Il clan Mōri successivamente finanziò diversi progetti di costruzione o ristrutturazione sull'isola. I resti di Sue Harukata furono trasportati sulla terraferma e identificati nel castello di Sakurao prima di ricevere un funerale e una sepoltura nel cimitero di un vicino tempio buddista nell'odierna città di Hatsukaichi, nella prefettura di Hiroshima.
Si stima che le forze di Harukata a Miyajima fossero da 20 000 a 30 000 uomini, e sebbene le stime delle forze combinate sotto Mōri Motonari siano ampiamente comprese tra 4 000 e 10 000 truppe, è chiaro che i Mōri furono pesantemente in svantaggio. Questa vittoria portò il clan Mōri in una posizione preminente nel Giappone occidentale e consacrò la sua reputazione per la strategia e le tattiche navali.